# Debi Doss
Debi Doss je ve Spojených státech narozená fotografka a zpěvačka. Navštěvovala Webster University ve Webster Groves (předměstí St. Louis ve státě Missouri), kde objevila svou zálibu ve fotografování.
Dossová cestovala do Británie s cílem vyfotografovat začínající hudební hvězdy 70. let 20. století. O její hlas ale brzy projevili zájem hudebníci a tak se Dossová objevila jako vokalistka na turné skupiny The Kinks (rovněž účinkovala na jejich albu Schoolboys in Disgrace).
Později spolupracovala se skupinou Buggles. V 80. letech společně s producenty a písničkáři Charliem Skarbekem a Timem Smitem vydala dva singly. Oba dva jí zároveň produkovali debutový sólový singl „Romantique“ z roku 1984.
Během 80. a 90. let dále spolupracovala pokračovala Dossová v práci studiové zpěvačky a vokalistky a nahrávala např. Chrisem De Burghem, Cillou Blackovou, Twiggy, Samanthou Foxovou, Mikem Oldfieldem a Billem Wymanem. Nejnověji se také objevila na albu Fundamental od Pet Shop Boys. Rovněž pokračuje i v kariéře fotografky (např. zdokumentovala zatím poslední britské turné Duran Duran).